# Чалисов, Михаил Александрович
Михаил Александрович Чалисов (14 марта 1898, Таганрог, область Войска Донского — 26 июля 1973, Минск) — советский врач-психиатр, доктор медицинских наук (1941), профессор психиатрии Минского медицинского института (ныне Белорусский государственный медицинский университет).

## Биография
Родился 14 марта 1898 года в Таганроге в еврейской семье. Сын присяжного поверенного, потомственного почётного гражданина Александра Иосифовича (Осиповича) Чалисова, выпускника юридического факультета Санкт-Петербургского университета. Семья жила в доме № 100 по Александровской улице в Таганроге, которым владела мать учёного Анна Иосифовна Данцигер. Отцу учёного также принадлежал дом № 19 в Итальянском переулке. Брат — патологоанатом Иосиф Александрович Чалисов.
В 1916—1917 годах учился в Петроградском психоневрологическом институте. В годы Гражданской войны, 1919—1920 года был мобилизован, был рядовым белой армии в Новочеркасске; с 1920 года — помощник лекаря в Красной Армии в Ростове-на-Дону. В 1921—1922 годах работал врачом амбулатории, зав. холерным бараком в Тюмени, помощник главного врача уездной больницы в Ишиме.
В 1923 году окончил медицинский факультет Донского университета (ныне Ростовский государственный университет) в Ростове-на-Дону. Оставлен на кафедре нервных и душевных болезней, руководимой профессором А. И. Ющенко. В 1933 году назначен зав. кафедры психиатрии нового медицинского института в г. Сталино (ныне г. Донецк Донецкой Народной Республики).
В 1935 году по совокупности опубликованных работ без защиты диссертации получил степень кандидата медицинских наук.
В 1941 году, после защиты диссертации на тему: «Материалы к патогенезу шизофрении» получил ученую степень доктора медицинских наук, утвержден в звании профессора. В годы Великой Отечественной войны вместе с медицинским институтом был эвакуирован на Урал. В 1944 году вернулся на работу в г. Сталино.
С 1946 по 1949 год работал на кафедре психиатрии 2 Московского медицинского института, одновременно заведовал биохимической лабораторией Института психиатрии АМН СССР. С 1949 года занимал должность зав. кафедрой психиатрии Харьковского медицинского института. С 1951 года руководил кафедрой психиатрии Минского медицинского института.
Область научных интересов Чалисова: экспериментальные модели кататонического синдрома, биохимия психозов и шизофрении, эмоциональные расстройства, нервно-психические нарушения при хрониосепсисе, инсулинотерапия. Под его руководством было выполнено и защищено 2 докторские и 8 кандидатских диссертаций.
В разное время был председателем Белорусского научного общества невропатологов и психиатров; членом президиума Ученого совета Минздрава БССР; редактором раздела «Психиатрия» Большой медицинской энциклопедии; членом редакционной коллегии журнала «Невропатология и психиатрия».

## Труды
Михаил Александрович Чалисов является автором около 80 печатных работ, включая 2 монографии, статьи в Большой медицинской энциклопедии.
- Чалисов М. А. Алкоголь — враг здоровья / М. А. Чалисов, д-р мед. наук Д. Г. Абрамович, канд. мед. наук. — Минск, 1959. — 24 с.
- «К сущности действия и методике применения инсулина при лечении шизофрении», 1939;
- «К вопросу о патогенезе и методике лечения остро и бурно протекающей шизофрении», 1952;
- «К патофизиологическому обоснованию аминазино- и инсулинотерапии больных шизофренией», 1959.
- «Актуальные вопросы психиатрии и невропатологии», 1963;
- «Хрониосепсис и неврозы», 1965.